# Hylodidae
Famille
Synonymes
- Elosiidae Miranda-Ribeiro, 1923

Les Hylodidae sont une famille d'amphibiens. Elle a été créée en 1858 par Albert Charles Lewis Günther.

## Répartition
Les espèces de cette famille se rencontrent Amérique du Sud.

## Liste des genres
Selon Amphibian Species of the World (10 juin 2017) :
- genre Crossodactylus Duméril & Bibron, 1841
- genre Hylodes Fitzinger, 1826
- genre Megaelosia Miranda-Ribeiro, 1923

## Publication originale
- Günther, 1858 : On the Systematic Arrangement of th Tailless Batrachians and the Structure of Rhinophrynus dorsalis. Proceedings of the Zoological Society of London, vol. 26, p. 339-352 (texte intégral).